# Speicher XI (Bréma)

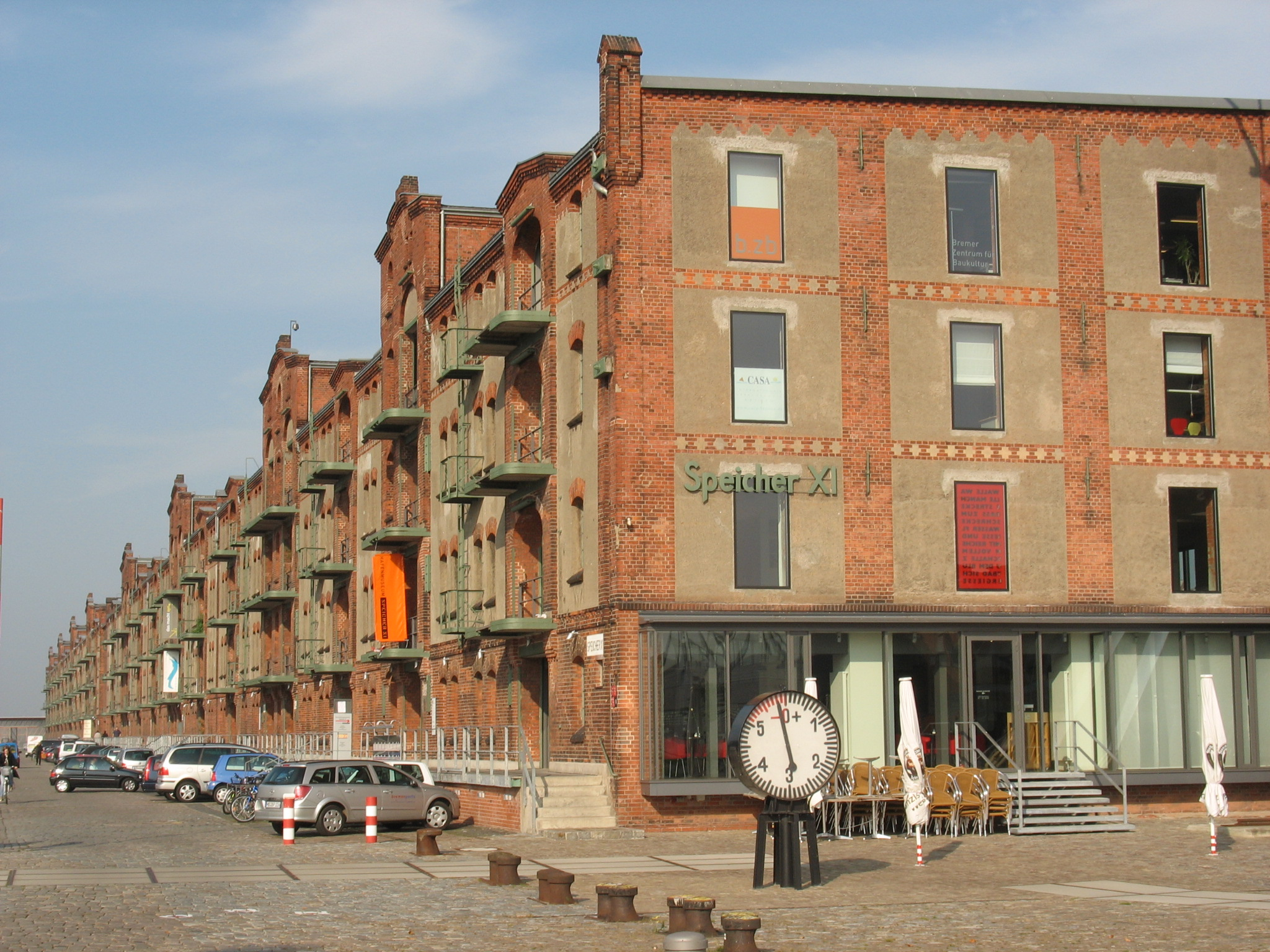
Az egykori 11-es raktár

A Speicher XI (magyarul: 11-es raktár) egy Brémában álló építészeti emlék, amely megjelenésében a 20. század elejének kikötői építészetét őrzi. Az egykori raktárépületben ma már múzeumok és egy felsőoktatási intézmény működik.

## Története
Bréma város kikötője a 20. század elején első virágkorát élte. A hanza-város egymás után építtette és bővítette a kikötőmedencéket. A Weser jobb partján fekvő északnyugati városrészben 1902-ben kezdték építeni az Überseehafen nevű kikötőmedencét, amely 1906-ban állt üzembe. A hajózás egyre növekvő igényei hamarosan kinőtték az Überseehafen meglévő területét, így 1908-tól megkezdődött a kikötőmedence bővítése. A keleti irányban meghosszabbított rakpartok mellé a hanza-város a kor legmodernebb kikötői infrastruktúráját telepítette. A 11-es raktár felépítésére a város Nausse építészt kérte fel. A 11-es raktár 1911. november 29-én készült el.

A raktárat a második világháború bombatámadásai nem érintették, az 1960-as években a világ legnagyobb forgalmat lebonyolító létesítményei közé tartozott. A 70-es évektől elterjedni kezdő konténerek azonban idejét múlttá tették a kikötői raktárépületeket. A Speicher XI forgalma a 80-as években rohamosan hanyatlott, 1993-ban az utolsó hajók is elhagyták az Überseehafent. A hajóforgalom megszűnte miatt raktárakat lezárták. Az épületet is le akarták bontani, ám városképi és technikatörténeti jelentősége miatt végül megőrzése mellett döntöttek. 1994 óta műemléki védelem alá esik. Az épület környékét azóta felújították, az egykori Überseehafent betemették. A Speicher XI ma a Kikötőmúzeumnak, egy éttermeknek, egy konferenciaközpontnak és a Brémai Képzőművészeti Főiskola 900 hallgatójának nyújt otthont.

## Kikötőtechnika

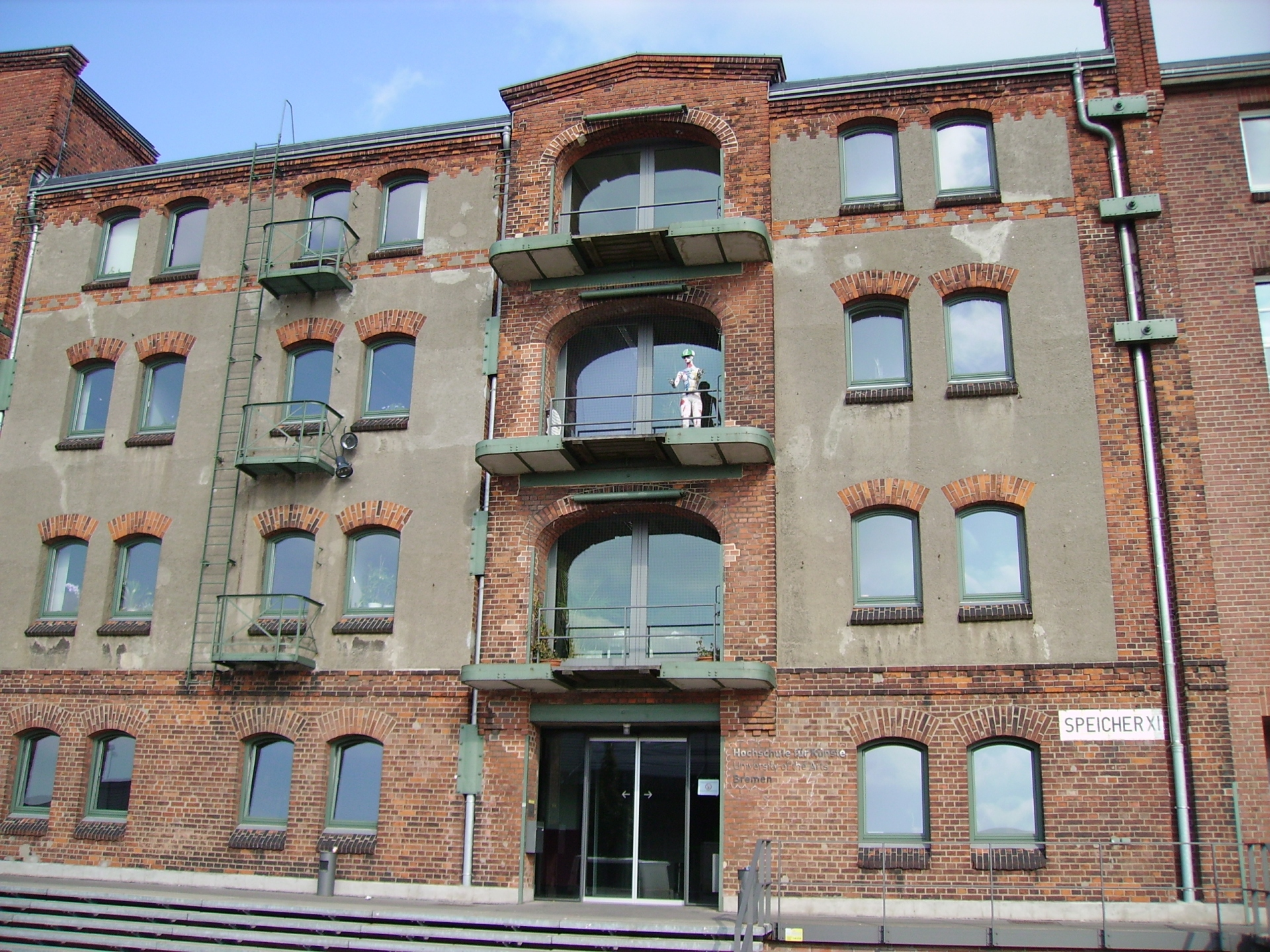
Rakodóerkélyek a homlokzaton

A 20. század elején még nem lehetett órára pontosan meghatározni az érkező hajók menetrendjét, ezért szükség volt arra, hogy a tengeren túlra szánt áruk tárolását ideiglenesen a berakodás helyén oldják meg. E célból közvetlenül a kikötőhelyek mellé raktárépületeket emeltek. A raktárak akár több sorban is húzódhattak, párhuzamosan a kikötőmedence partjával. A Speicher XI. a raktárak második vonalában helyezkedett el, az új Überseehafentől mintegy 50 méterre. Három emelete a hajókra feladott, illetve az azokról leemelt áruk tárolására szolgált. A Speicher XI homlokzatán nyitott erkélyek sorakoznak, amelyekre a rakodódaru az árút elhelyezte. Az erkélyekről fizikai munkások cipelték az árut a raktárak mélyére, majd hordták ki az épület mögött várakozó vonatokra, teherautókra. Az épületben nem csak raktározás, de minőség-ellenőrzés és vámkezelés is zajlott.

## Galéria

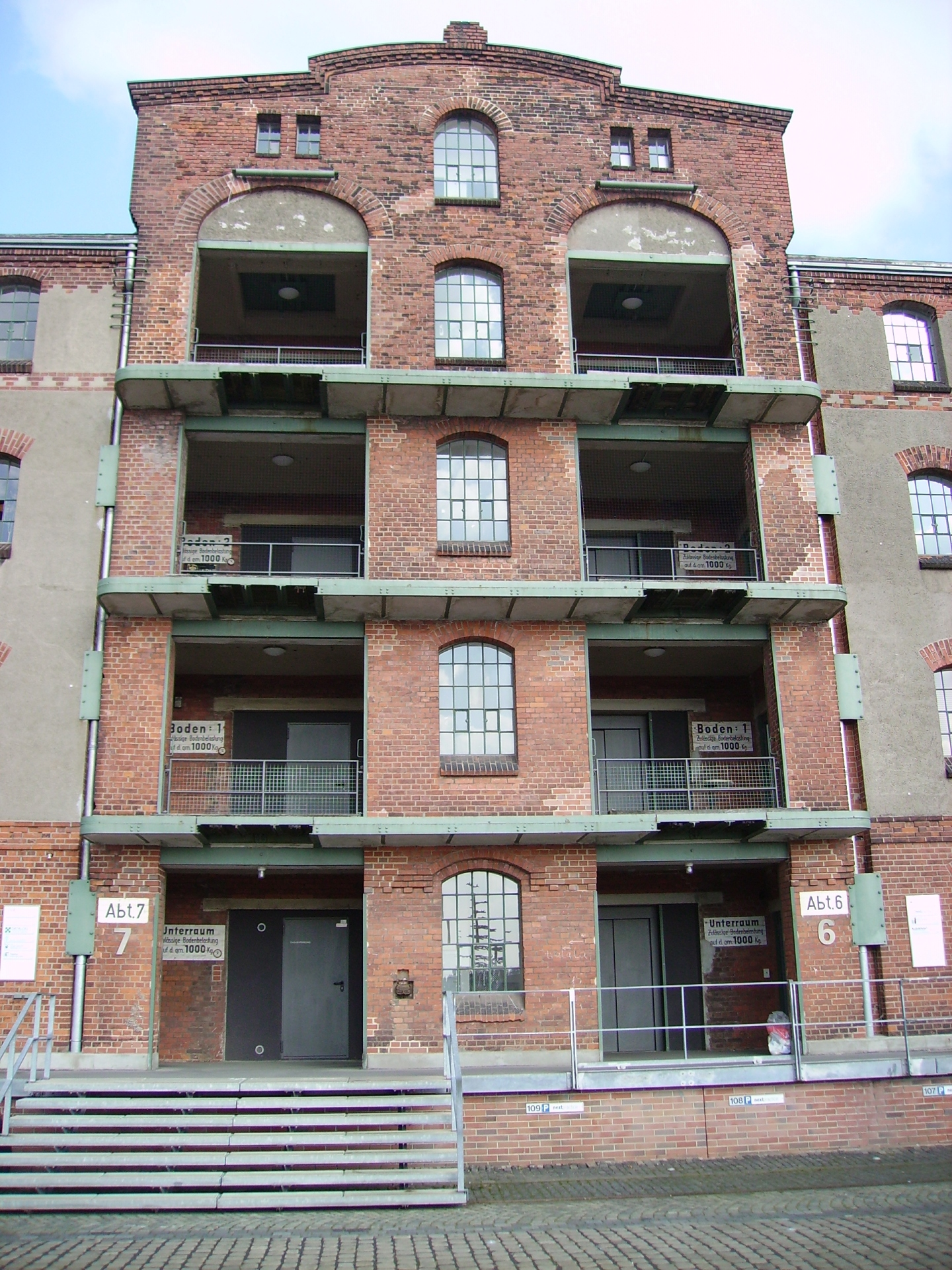
Rakodóerkélyek
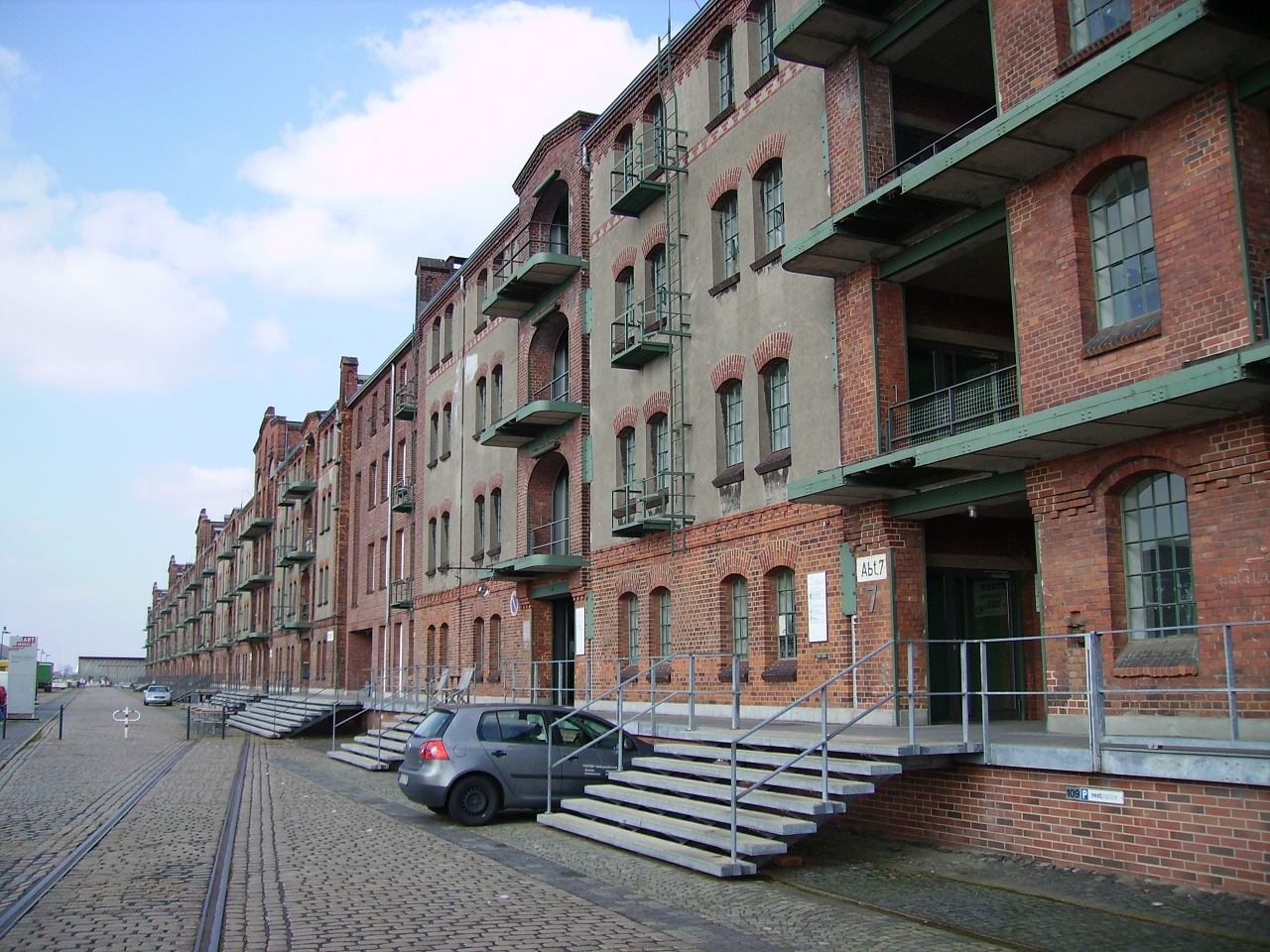
Hátsó homlokzat

### Külső hivatkozások
- A 11-es raktár honlapja